# Llengües atlàntiques
Les llengües atlàntiques són un conjunt de llengües parlades a Àfrica Occidental usualment classificades com llengües nigerocongoleses. Les llengües atlàntiques es componen d'unes 45 llengües, parlades per més o menys 30 milions de persones que viuen principalment a Gàmbia, Senegal, Sierra Leone, Guinea, Guinea Bissau i Libèria. Prop de la meitat d'aquests parlants parlen el ful, la llengua dels fulani, amb uns tres milions de parlants natius, i uns altres 20 milions de persones el parlen com a segona llengua. El wòlof té més de 4 milions de parlants natius (i uns altres nou milions com a segona llengua) i el temné prop de 2 milions.

## Classificació
La família Atlàntica fou identificada per primer cop per Sigismund Koelle en 1854. A començaments del segle XX Carl Meinhof va afirmar que el ful era una llengua camítica però August von Klingenhaben i Joseph Greenberg establiren definitivament la relació del ful amb el wòlof i serer. W. A. A. Wilson va destacar que la validesa de la família en el seu conjunt es basa en proves molt més febles, tot i que és clar que les llengües formen part de les llengües nigerocongoleses, basant-se en evidències com que comparteixen el sistema de classe nominal. Tanmateix els treballs comparatius en nigerocongoleses estan e desenvolupament. Les classificacions de nigerocongoleses, generalment basats en lexicoestadística, proposen que diverses llengües atlàntiques són força divergents, però en menys greu que en les llengües mandé i altres llengües que no tenen classes nominals.
Tradicionalment s'havia considerat a les llengües atlàntiques occidentals com una unitat filogenètica dins de les llengües nigerocongoleses, encara que existeix molt poca evidència s favor que aquestes llengües constitueixin una subfamília dins de les llengües nigerocongoleses. Les principals raons que van portar a postular el seu parentiu filogenètic són semblances tipològiques i trets geogràfics, que podrien produir-se del contacte entre pobles que parlen llengües sense un parentiu especialment proper. Les llengües atlàntiques occidentals són un grup extremadament divers, i no existeix cap innovació comuna a totes elles que permeti suposar que va existir un antecessor comú recent (diferent de l'hipotètic proto-nigerocongolès). Per a les llengües atlàntiques en conjunt el percentatge compartit de cognats és inferior al 10%.
Les estimacions lexico-estadístiques revelen que la distància lèxica dins de les llengües atlàntiques occidentals és tan gran com l'existent entre aquests grups i altres grups nigerocongoleses, la qual cosa efectivament torna a suggerir que en realitat les llengües atlàntiques no formen un grup filogenètic vàlid i han de ser vistes com almenys tres grups diferents, que per raons de contacte lingüístic han desenvolupat algunes característiques tipològiques comunes. David Sapir (1971) en proposa una classificació en tres branques: un grup septentrional (Senegambianes i Bak), un grup meridional (Mel, Limba, i Gola), i el divergent bijago de l'arxipèlag dels Bijagós de la costa de Guinea Bissau (Wilson 1989). Tanmateix, Segerer (2010), l'única classificació des de Sapir, lliga el Bijago a les llengües bak sobre la base de les correspondències de so prèviament no reconegudes, i separa les bak de la resta del grup septentrional (Senegambianes, definides per la mutació de consonants), Mel, Gola, i Limba com a branques independents de la família nigerocongolesa.

## Descripció lingüística
Encara que constitueixen una unitat filogenètica heterogènia, existeixen diverses característiques típiques de les llengües atlàntiques entre les quals està l'existència de gènere gramatical o classes nominals (que es dona àmpliament en altres grups de la família nigerocongolesa) i l'existència de mutacions consonàntiques.

### Fonologia
Moltes llengües atlàntiques exhibeixen mutacions consonàntiques un fenomen que en aquestes llengües es tradueix que la consonant inicial canvia d'acord amb alternances morfològiques o dependències sintàctiques. En ful, per exemple la consonant inicial de molts noms varia de la forma singular a la forma plural:
| Singular | Singular    | Plural   | Plural       |
| -------- | ----------- | -------- | ------------ |
| pul-lo   | '[un] fula' | ful-ɓe   | '[els] fula' |
| guj-jo   | 'lladre'    | wuy-ɓe   | 'lladres'    |
| gor-ko   | 'home'      | wor-ɓe   | 'homes'      |
| huɗo     | 'herba'     | kuɗoo-li | 'herbes'     |
| warii    | 'cap'       | ngarii   | 'caps'       |

### Gramàtica
La principal conseqüència sintàctica de l'existència de classes nominals és de fet la concordança gramatical. Els diversos elements dins d'un sintagma nominal o un sintagma determinant que conté un nom que sigui nucli sintàctic han de concordar en gènere amb aquest nom. A més la concordança pot estendre's més enllà d'un sintagma nominal i pot donar-se concordança entre el verb i un nom que sigui un argument d'aquest verb.
Les marques d'una classe nominal generalment involucren prefixos i/o sufixos (per exemple el temné les indica mitjançant prefixos i el ful mitjançant sufixos), encara que en wòlof la classe nominal a la qual pertany un nom només s'infereix a partir dels demostratius i altres paraules que acompanyin al nom, és a dir, mitjançant concordància. No només la forma de marcatge de les classes nominals sinó també el nombre de classes nominals o "gèneres" varia molt dins de les llengües atlàntiques. El nalu té només tres classes nominals, mentre que certs dialectes del ful arriben a tenir fins a vint-i-cinc classes nominals.
Les classes nominals en general estan relacionades amb criteris semàntics, però no estrictament. Aquesta situació és anàloga a la de les llengües romàniques on masculí i femení en el cas d'éssers animats generalment està relacionat amb el sexe, però en termes inanimats el gènere manca de motivació semàntica. En wòlof la classe gi generalment es refereix a arbres, la classe mi a líquids i la classe ji a noms de parentiu però també a fruites. Altres classes nominals on menys clares conceptualment i poden referir-se simplement a formes diminutives o augmentatives.
Quant a l'origen, Joseph Greenberb ha argumentat que els sufixos de classes nominals podria haver sorgit de determinants independents que originalment anaven proveïts de sufixos de concordança de classe nominal del tipus que existeixen actualment en les llengües bantus. D'acord amb aquest autor la situació del temné que usa prefixos seria la original, i la situació del fula seria derivada, això podria explicar simultàniament la alternança consonàntica inicial, la cadena de canvis d'acord amb aquesta hipòtesi seria una cosa així:
(1) CN-Nom CN-Determinant > (2) CN-Nom-CN > (3) Nom-CN
L'estat (1) correspon més o menys amb la situació del temné. L'estadi (2) quedaria reflectit en llengües com el serer, que usa tant un prefix com un sufix per marcar la classe nominal. I finalment l'estadi (3) correspon amb la situació del ful. De (1) a (2) el canvi seria que el enclític que fa de determinant es converteix en sufix. De (2) a (3) el prefix de classe nominal (CN-) desapareix deixant influir ocasionalment en la consonant inicial de l'arrel del nom, i donant lloc a les mutacions consonàntiques en posició inicial del ful.